# Ъшъкели (околия Бига)
Ъшъкели (на турски: Işıkeli) е село в околия Бига, вилает Чанаккале, Турция. Разположено на 300 – 350 метра надморска височина. Населението му през 1997 г. е 305 души, основно българи – мюсюлмани (помаци), преселили се през 1896 г.  от село Лъкавица в Родопите.